# Peltogyne mattosiana
Peltogyne mattosiana är en ärtväxtart som beskrevs av Carlos Toledo Rizzini. Peltogyne mattosiana ingår i släktet Peltogyne och familjen ärtväxter. Inga underarter finns listade i Catalogue of Life.